# Amsterdamsche Omnibus Maatschappij

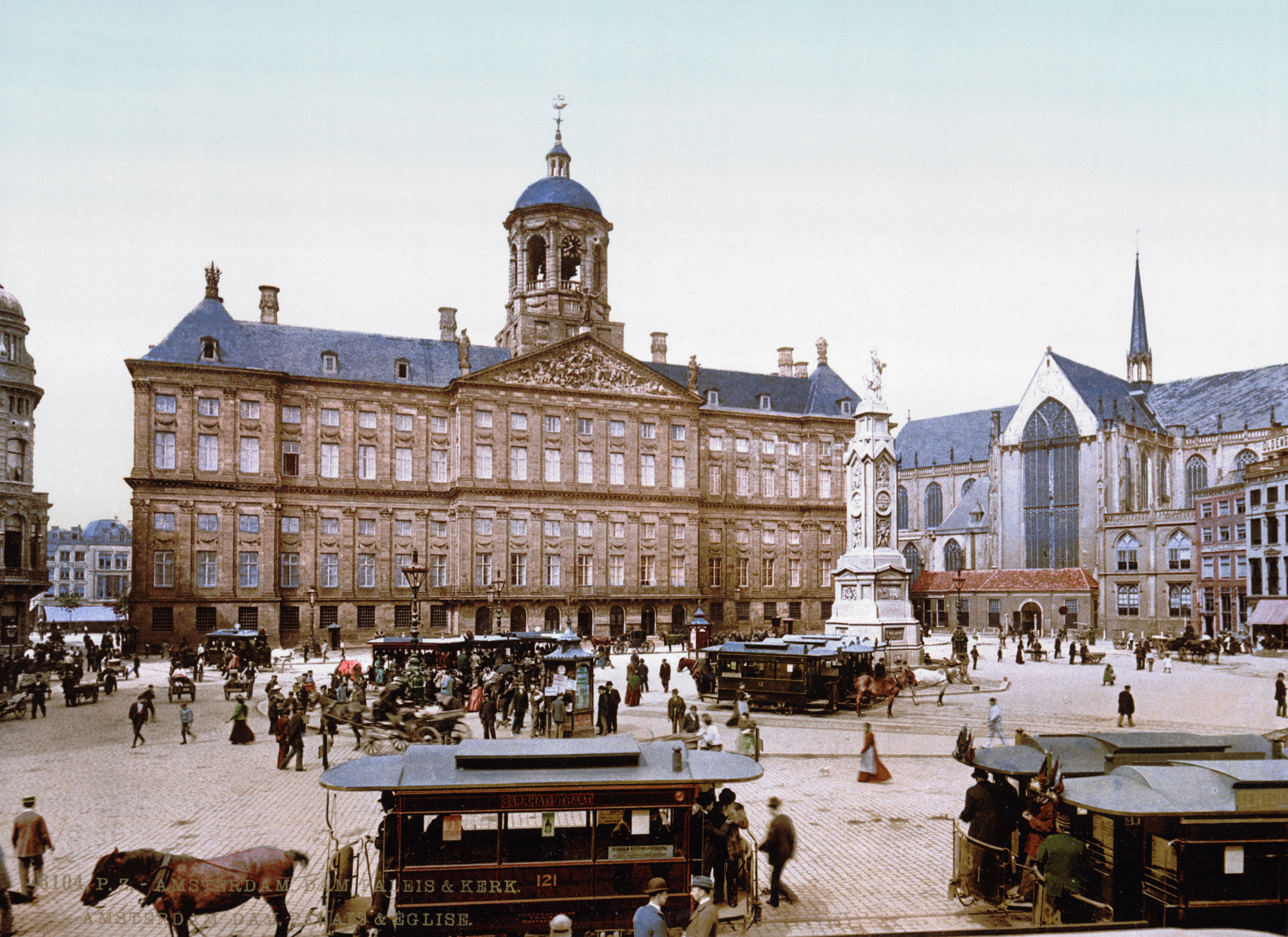
De Dam was eind 19e eeuw het middelpunt van de paardentrams in Amsterdam.

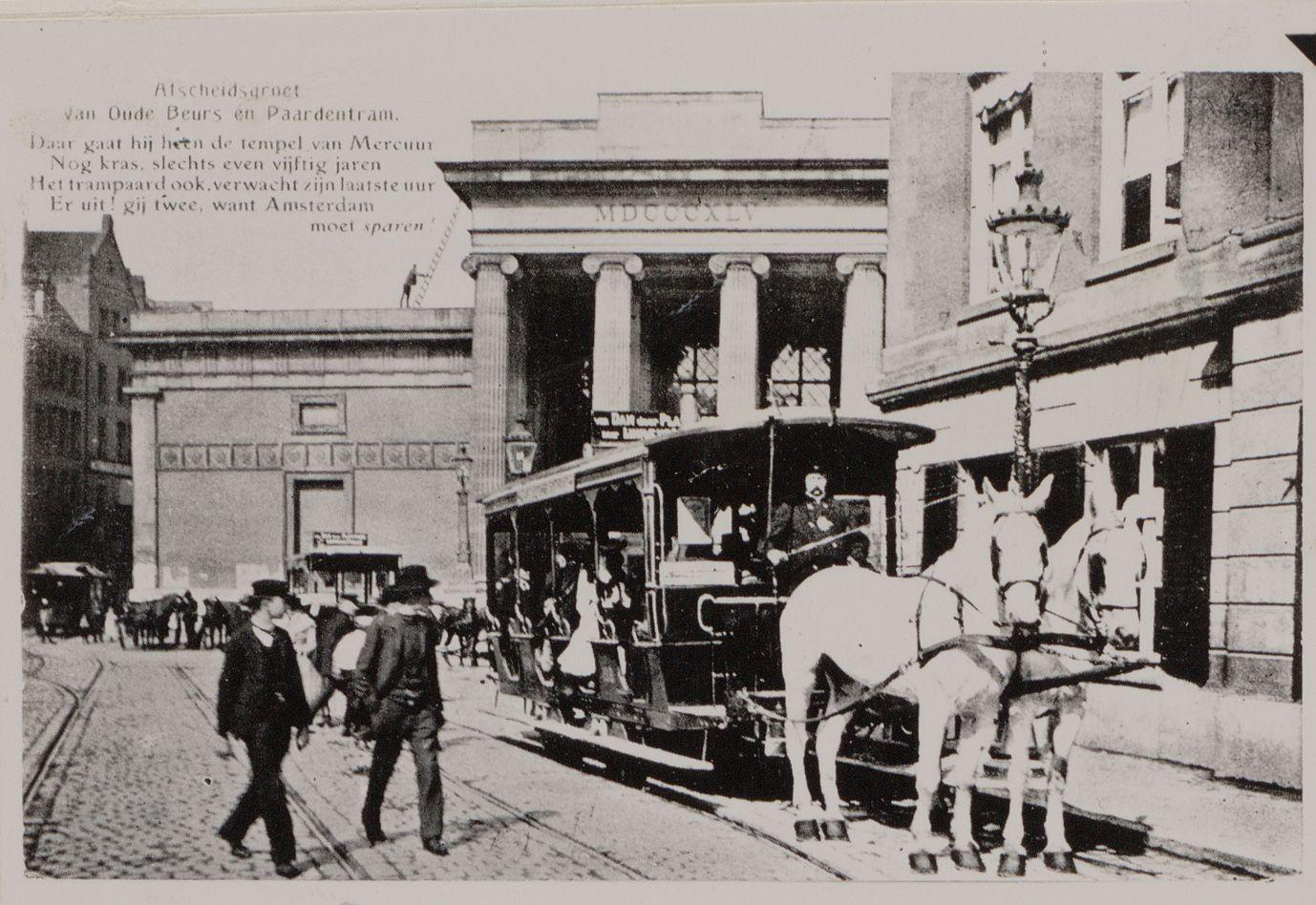
Paardentram voor de Beurs van Zocher op de Dam in Amsterdam in 1903.

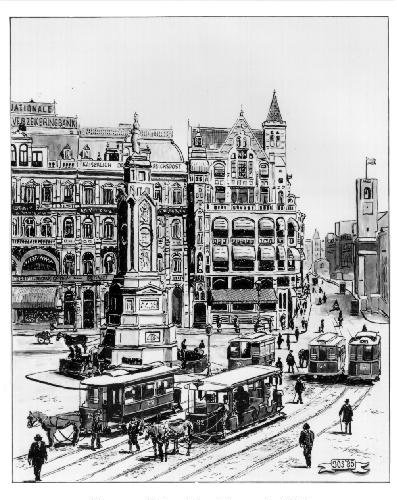
De Dam met paardentrams omstreeks 1903.

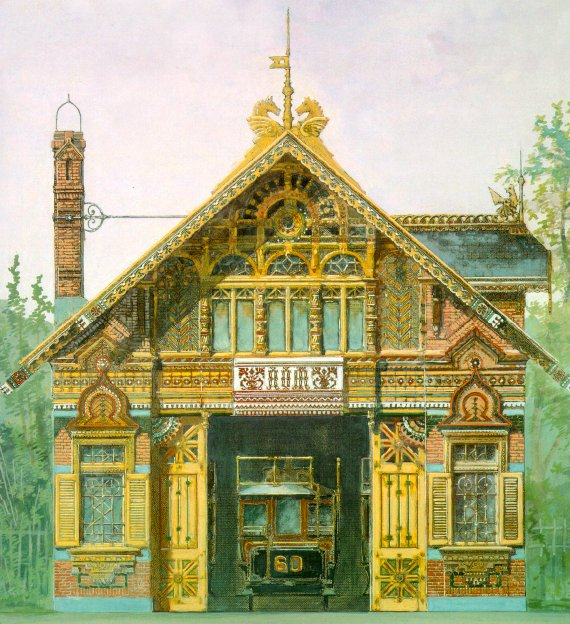
Paardentramremise Amstelveenseweg 134 (1883/84). Thans in gebruik als Onafhankelijk Cultureel Centrum In It.

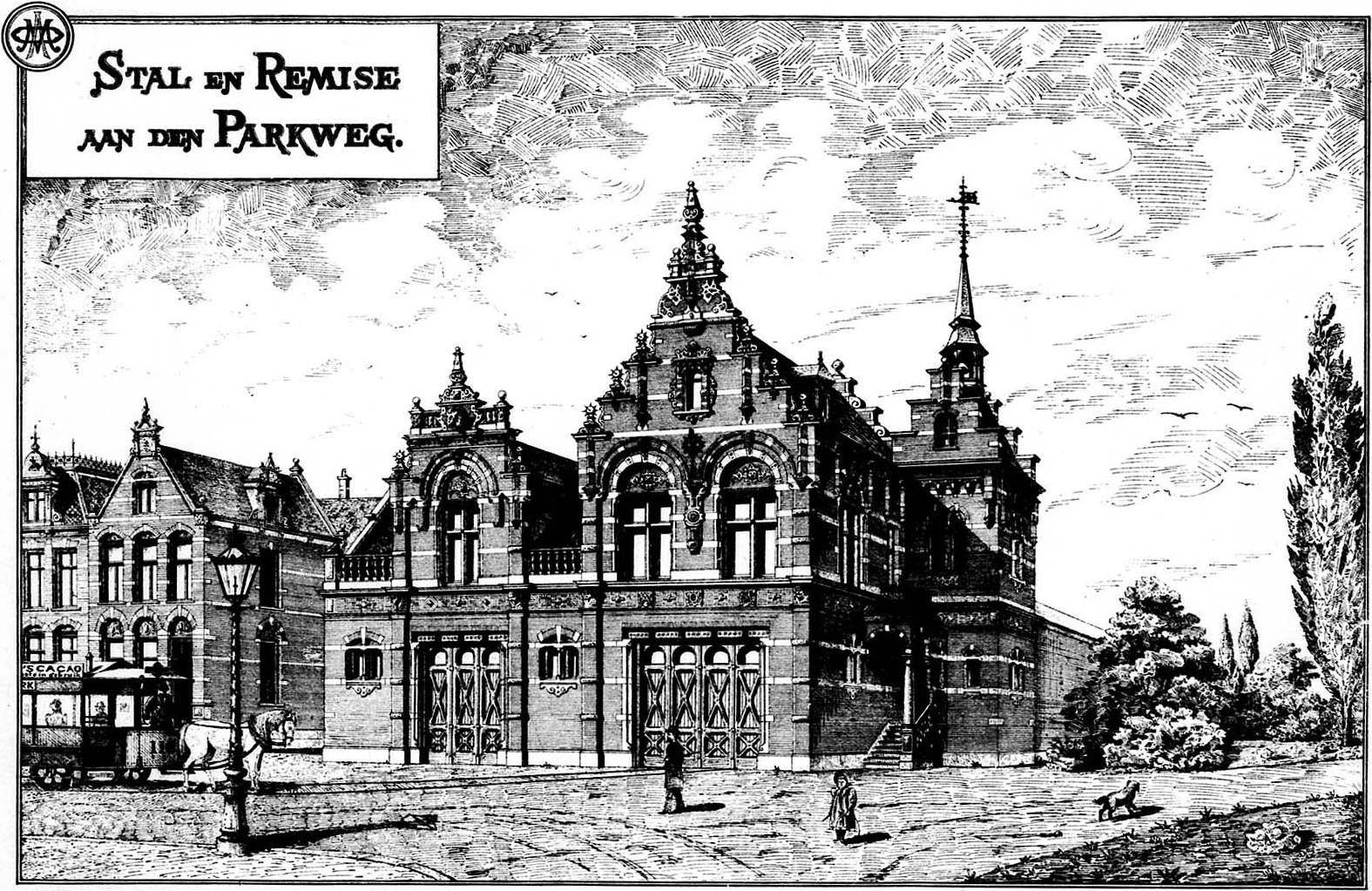
Ontwerptekening van de paardentramremise en -stal aan de Willemsparkweg.

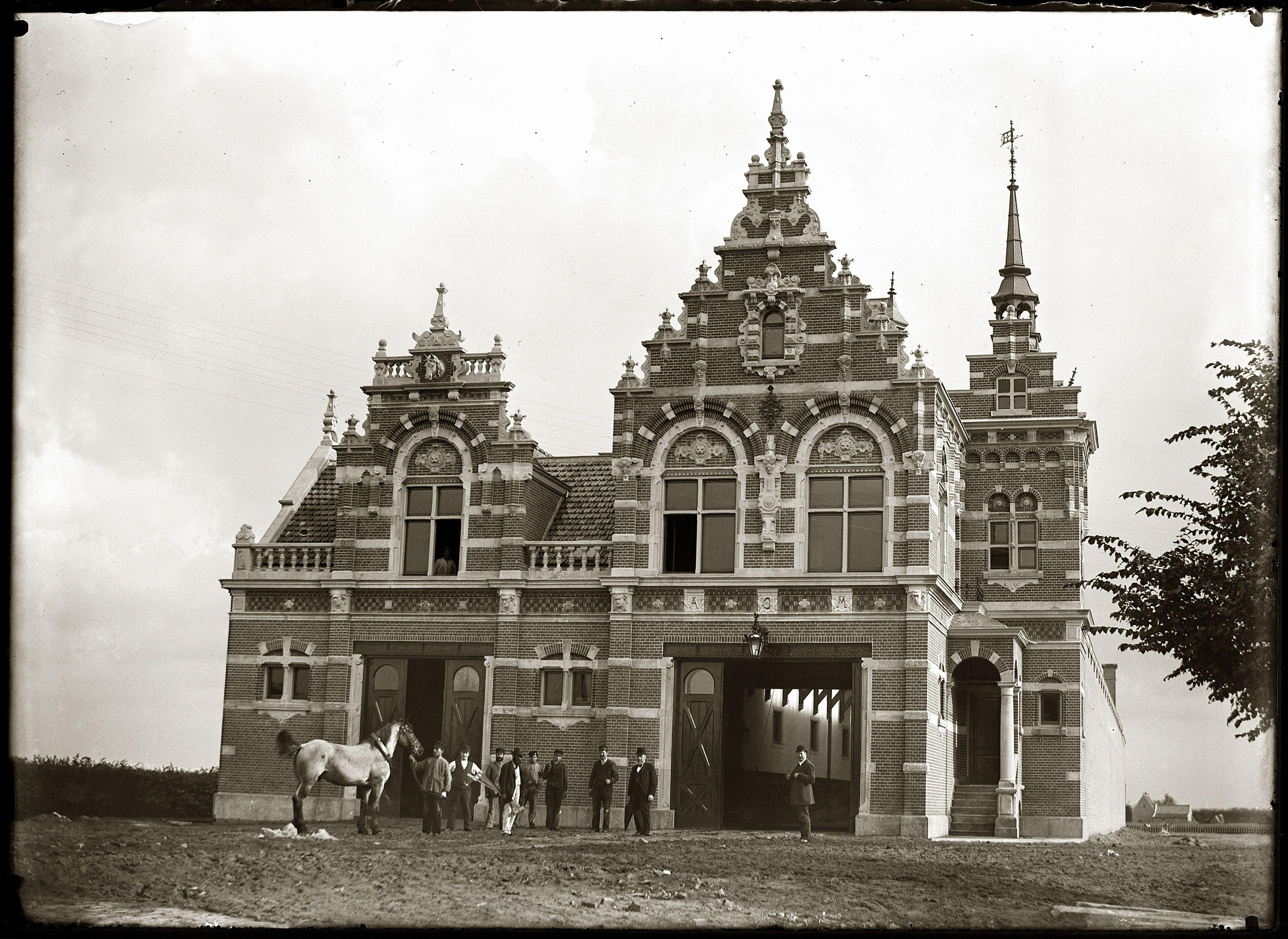
Paardentramremise en -stal aan de Willemsparkweg in september 1893. Foto: Jacob Olie.

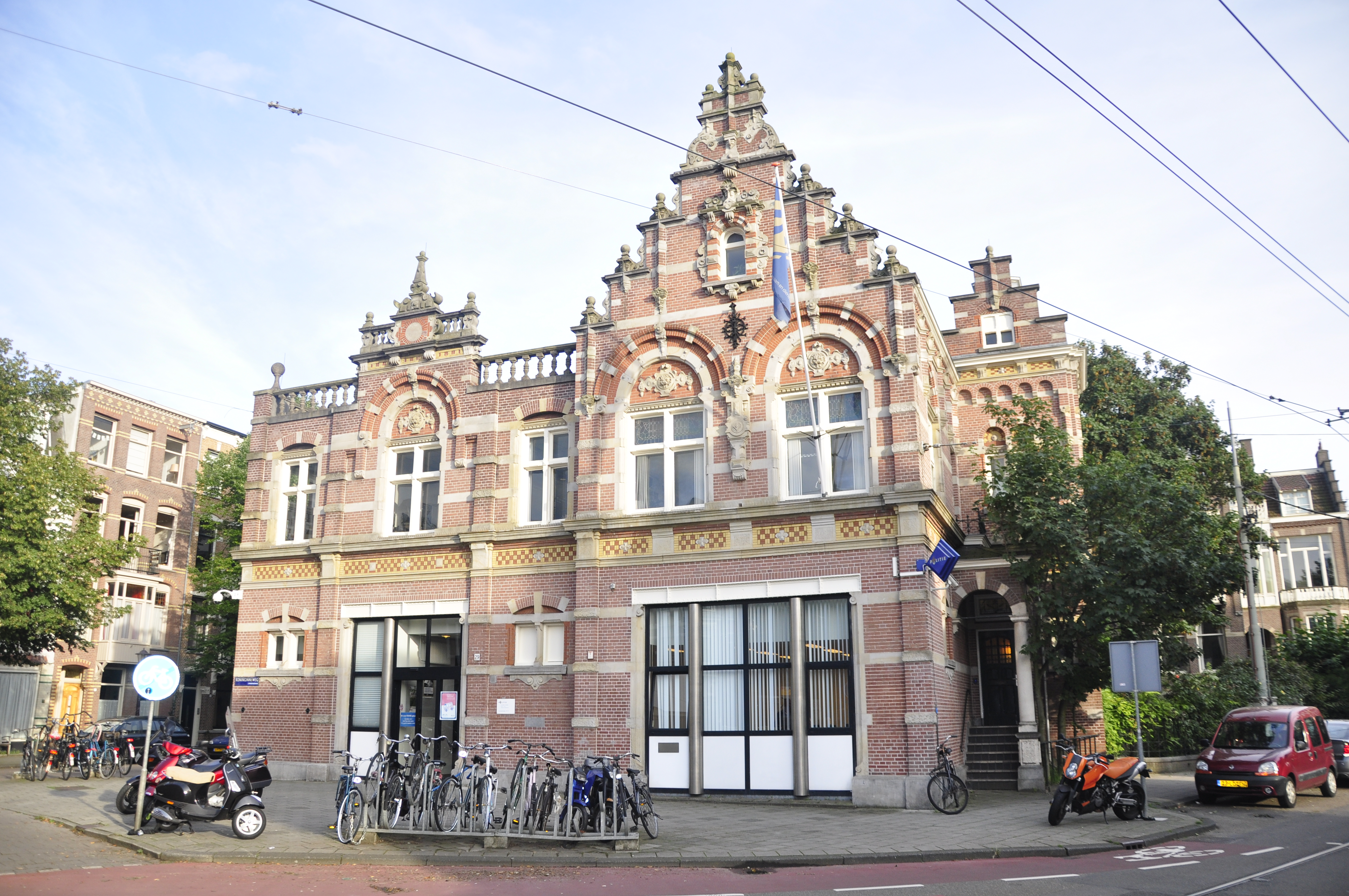
De vroegere tramremise aan de Willemsparkweg was enige jaren in gebruik als politiebureau.

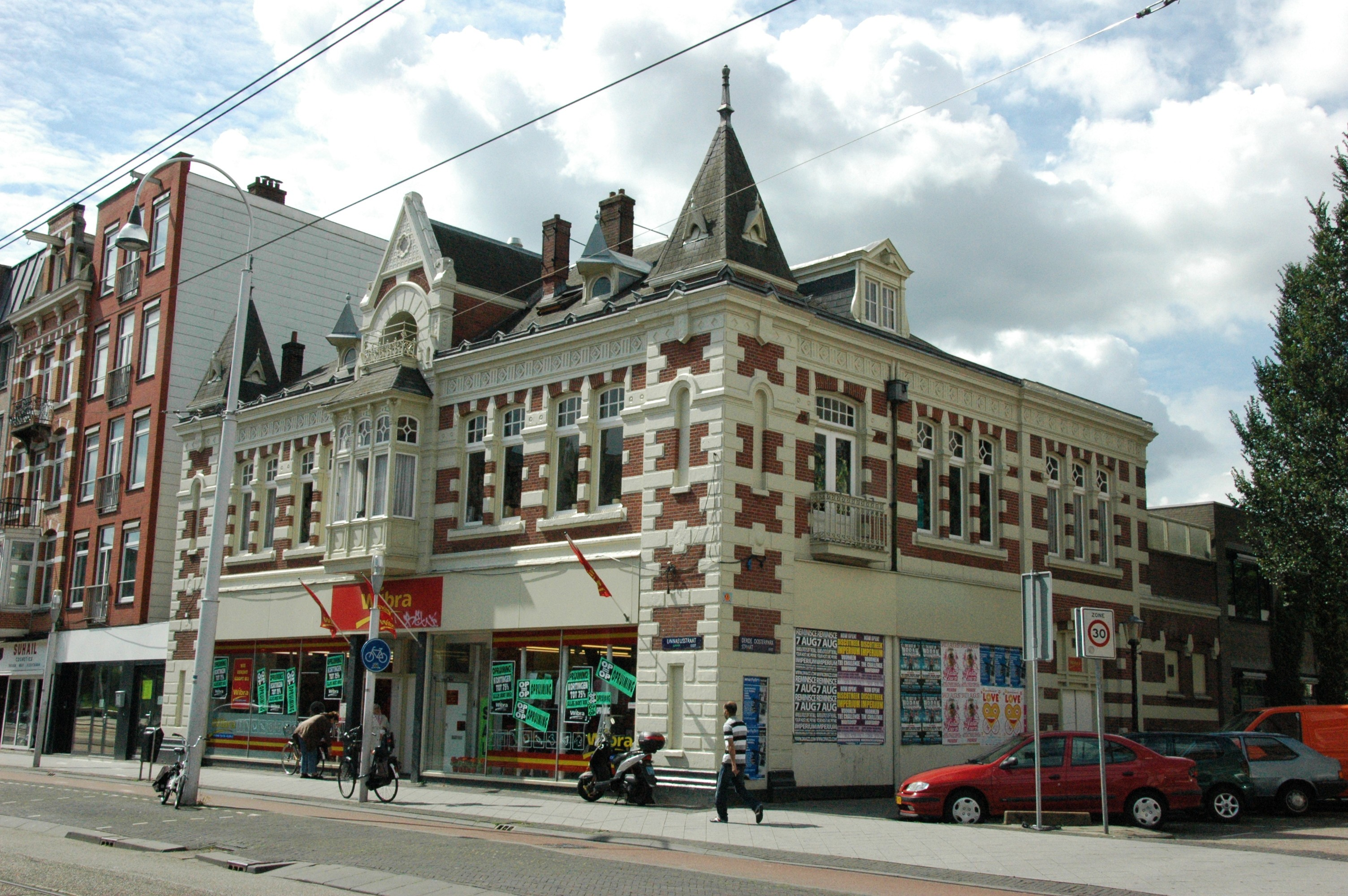
Voormalige tramremise van de AOM aan de Linnaeusstraat.

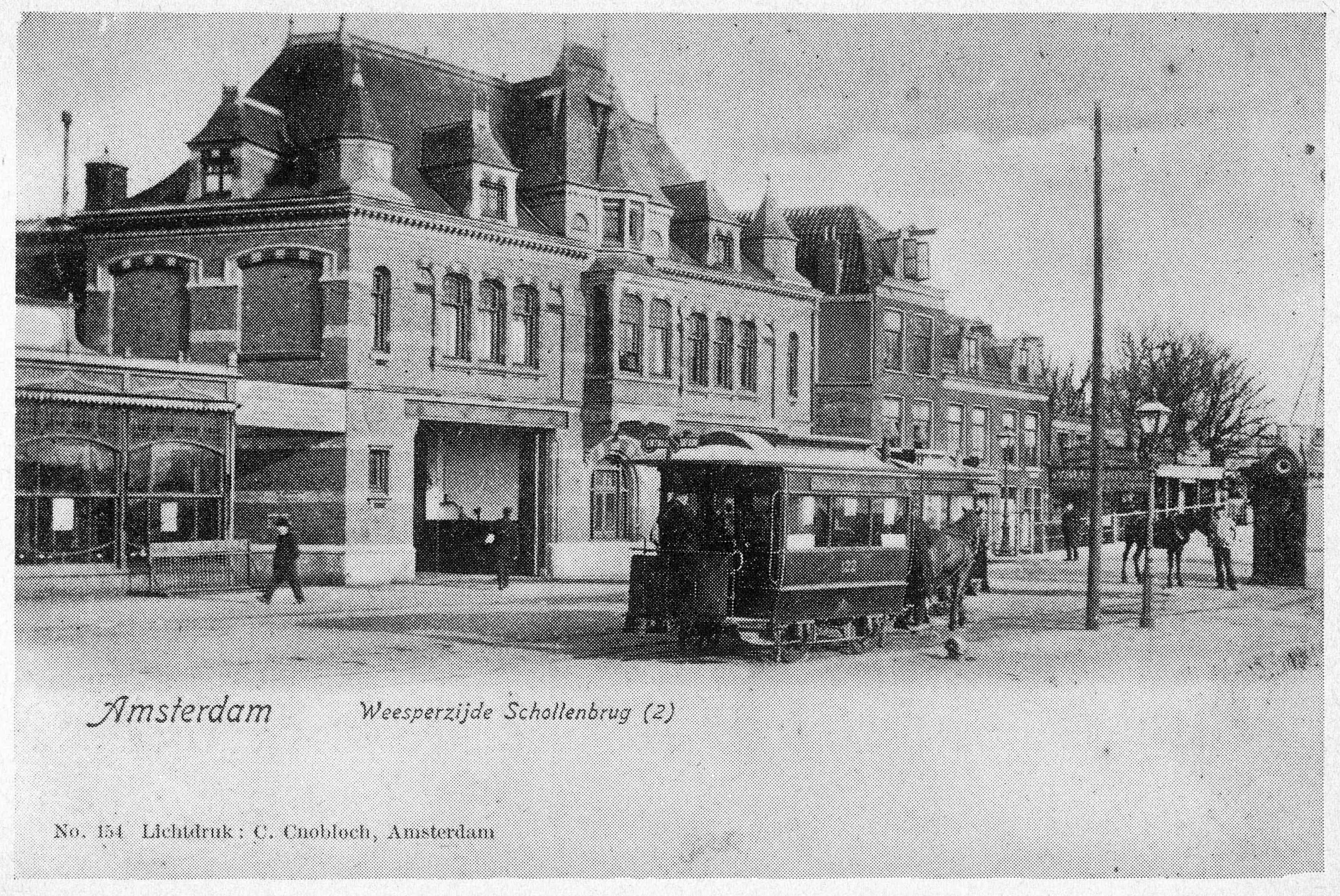
Paardentram bij de voormalige tramremise van de AOM aan de Weesperzijde.

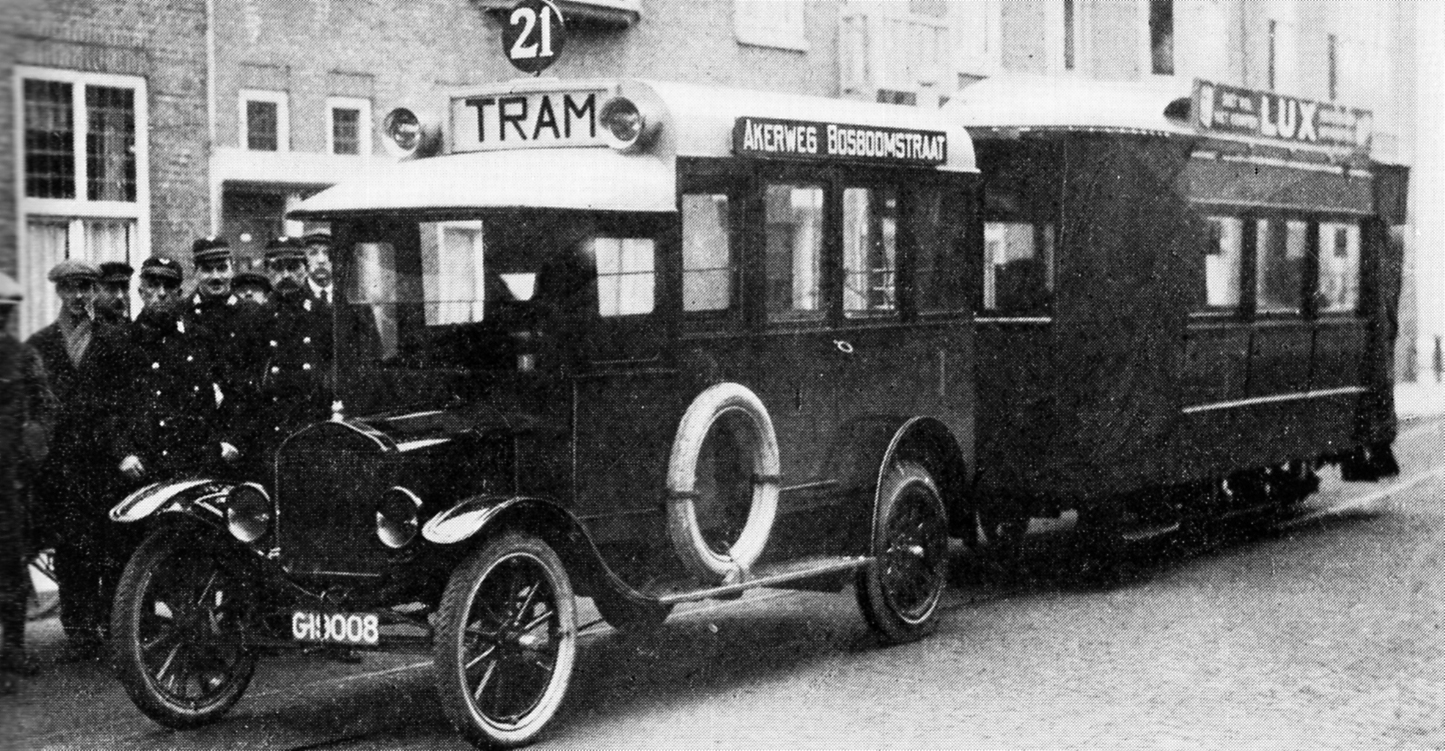
Het paard van de paardentram van Amsterdam naar Sloten werd vervangen door een tractor, hier in Jacob Marisstraat, 1922.

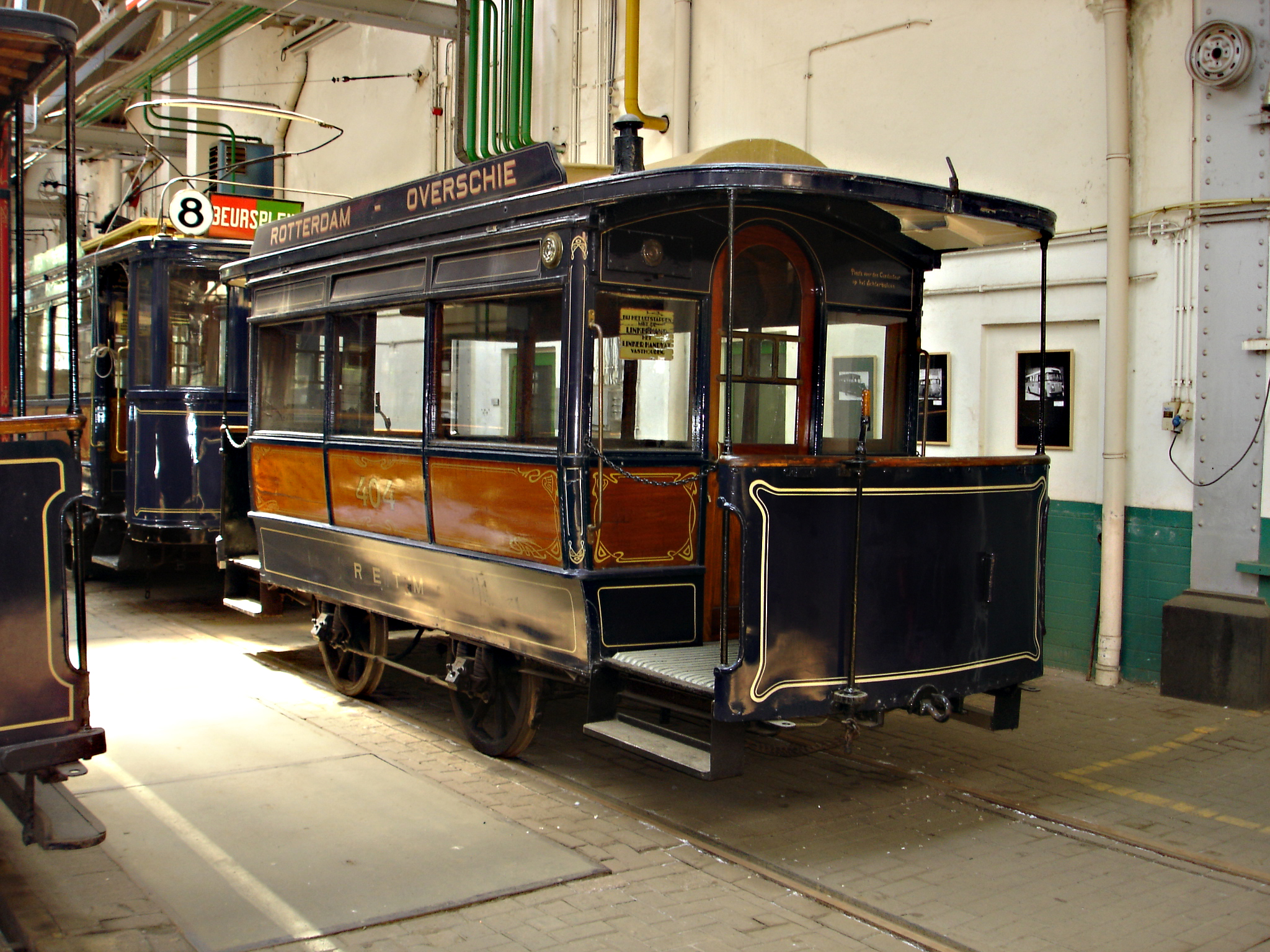
De enige nog bestaande Amsterdamse paardentram als RETM 404 in Rotterdam.

De Amsterdamsche Omnibus Maatschappij (AOM) is een voormalige exploitant van paardentrams in Amsterdam. Het bedrijf reed in eerste instantie met omnibussen maar ging later diensten met rijtuigen op rails rijden. Na de komst van de elektrische Gemeentetram in 1900 werd het bedrijf door naasting overgenomen door de gemeente.

## Oprichting
In oktober 1871 werd door onder meer Karel Herman Schadd een vergadering belegd waarin werd gesproken over het oprichten van een omnibusdienst tussen de Plantage en de Dam via Muiderstraat – Blauwbrug – Schapenplein (Rembrandtplein). Met behulp van een stalhouder aan het Weesperplein kwamen hiervoor twee omnibussen ter beschikking. Deze dienst werd in juli 1872 overgenomen door de die maand opgerichte Amsterdamsche Omnibus Maatschappij. Van de stalhouder van het Weesperplein werden twee omnibussen, twee koetsiers, twee conducteurs en een stalknecht overgenomen.

## Omnibus
Met het materieel en personeel nam de AOM bovengenoemde dienst over van de stalhouder. Op 10 oktober van hetzelfde jaar 1872 werd een tweede verbinding in gebruik genomen op de route Dam – Spuistraat – Leidschestraat – Vondelstraat. Spoedig volgden meer lijnen:
- Dam – Rokin – Utrechtschestraat – Frederiksplein in 1872;
- Plantage – Kerkstraat – Leidschestraat – Vondelpark in 1873;
- Dam – Damstraat – Nieuwmarkt – Buitenkant (sinds 1879 Prins Hendrikkade) – Station Oosterspoor (Oosterdokseiland) in 1874;
- Dam – Damrak – Texelschekade (sinds 1879 Prins Hendrikkade) – Haringpakkerij – Haarlemmerstraat – Haarlemmerdijk – Haarlemmerplein in 1874.

## Paardentram
Na planvorming sinds 1873 begon in 1875 de aanleg van rails voor paardentramdiensten ter vervanging van de omnibusdiensten. Dit was in navolging van het succes in het buitenland, waar de paardentram op rails veel comfortabeler en efficiënter was dan de over hobbelige straten rijdende omnibussen. Het was hiervoor noodzakelijk dat de AOM en de gemeente met elkaar samenwerkten. Voor rails kon worden aangelegd, was het eerst nodig dat de gemeente verschillende bruggen versterkte. Hiervoor werd via een vaste verdeelsleutel door beide instanties geïnvesteerd. De eerste straat met tramrails werd de nog nieuwe brede Weteringschans. Ook de in het verlengde liggende Sarphatistraat kreeg rails, evenals de brug over de Amstel, de Hooge Sluis. Speciaal voor de tram werd deze in 1877 anderhalve meter verlaagd. De eerste proefritten vonden plaats op 28 mei 1875, waarna de officiële opening plaatsvond op 2 juni. Per 3 juni 1875 was de eerste Amsterdamse paardentramlijn een feit op de route Leidscheplein – Weteringschans – Frederiksplein – Sarphatistraat – Weesperstraat – Nieuwe Kerkstraat – Plantage Kerklaan. De eerste remise voor de paardentrams was bij het Kleine-Gartmanplantsoen, maar deze werd in 1877 vervangen door de nieuwe remise aan de Nieuwe Achtergracht.
De paardentram was een succes, waarna werd besloten om alle omnibusdiensten door paardentramlijnen te vervangen. Op 8 januari 1877 kwam de tweede lijn in dienst op de route Spuistraat – Leidschestraat – Leidscheplein, kort daarna verlengd via de Vondelstraat tot aan de Vondelkerk. Een half jaar later kwam de lijn Leidscheplein – Vondelkade (Overtoom) – Dubbele Buurt – Amstelveenscheweg (Schinkelhaven) in bedrijf, datzelfde jaar gevolgd door de lijn Dam – Rokin – Sophiaplein (Muntplein) – Reguliersbreestraat – Rembrandtplein – Utrechtschestraat – Frederiksplein – Sarphatistraat.
In 1879 volgden de lijnen Dam – Damrak – Prins Hendrikkade (Schippersgracht) en Dam – Damrak – Prins Hendrikkade (Haringpakkerij) – Haarlemmerstraat – Haarlemmerdijk – Haarlemmerplein en Dam – Damrak – Prins Hendrikkade (Haringpakkerij) – Droogbak (Station HIJSM; vanaf 1889 naar Centraal Station).
De lijn Leidscheplein – Hobbemastraat – P.C. Hooftstraat verscheen in 1881, in 1883 verlengd via Leidschestraat naar de Dam en in 1890 via de Van Baerlestraat en Willemsparkweg naar de Emmastraat.
In 1883 verschijnt de lijn Dam – Paleisstraat – Spuistraat – Koningsplein – Reguliersdwarsstraat – Vijzelstraat – Stadhouderskade – Amsteldijk, in 1903 verlegd via Rokin – Reguliersbreestraat – Rembrandtplein – Reguliersdwarsstraat – Vijzelstraat.
Ook in 1883 komt de lijn Dam – Rokin – Sophiaplein – Reguliersbreestraat – Rembrandtplein / Amstel – Blauwbrug – Plantage Middenlaan in gebruik, aanvankelijk nog via Nieuwe Herengracht – Hortusplantsoen – Plantage Kerklaan. In 1884 wordt deze lijn verlengd vanaf de Plantage Middenlaan naar de Linnaeusstraat.
Datzelfde jaar 1883 komt ook de lijn Leidscheplein – Marnixstraat – Brouwersgracht in gebruik, in 1892 verlengd tot Haarlemmerplein.
In 1884 komt de lijn Dam – Rokin – Sophiaplein – Reguliersbreestraat – Utrechtsestraat – Frederiksplein – Sarphatistraat – Station Rhijnspoor (na 1890 Weesperpoortstation) in gebruik.
Ook in 1884 wordt ingesteld de lijn Kadijksplein – Kattenburgerplein – Czaar Peterstraat en de lijn Professor Tulpplein – Weesperzijde – Schollenbrug. Deze wordt in 1892 verlengd via Sarphatistraat – Weesperstraat – Waterlooplein / Jodenbreestraat – Nieuwmarkt – Gelderschekade – Prins Hendrikkade – Centraal Station.
Daarna blijft het net tien jaar lang bestaan uit bovenstaande veertien lijnen. In 1896 wordt er weer een nieuwe tramlijn ingesteld. Vanaf de Dam via de nieuw aangelegde doorbraak, de Raadhuisstraat, en de gedempte Rozengracht – De Clercqstraat – Bilderdijkstraat in de nieuwbouwwijk buiten de Singelgracht.
Hiermee had de AOM zijn grootste omvang bereikt met vijftien lijnen en 235 rijtuigen.

## Materieel
De materieelvloot van de AOM is in enkele jaren uitgebouwd tot een behoorlijke omvang. Er werden verschillende typen rijtuigen gebouwd, zowel kort als lang, open als gesloten en met of zonder imperiaal.

## Naasting door de Gemeente Amsterdam
Omdat de AOM als particuliere maatschappij niet kon voldoen aan de wensen van de Gemeente Amsterdam tot modernisering van het trambedrijf door elektrificatie en uitbreiding naar nieuwe woonwijken die in het laatste kwart van de 19e eeuw buiten de Singelgracht verrijzen, wordt op 12 oktober 1898 besloten het bedrijf te naasten.

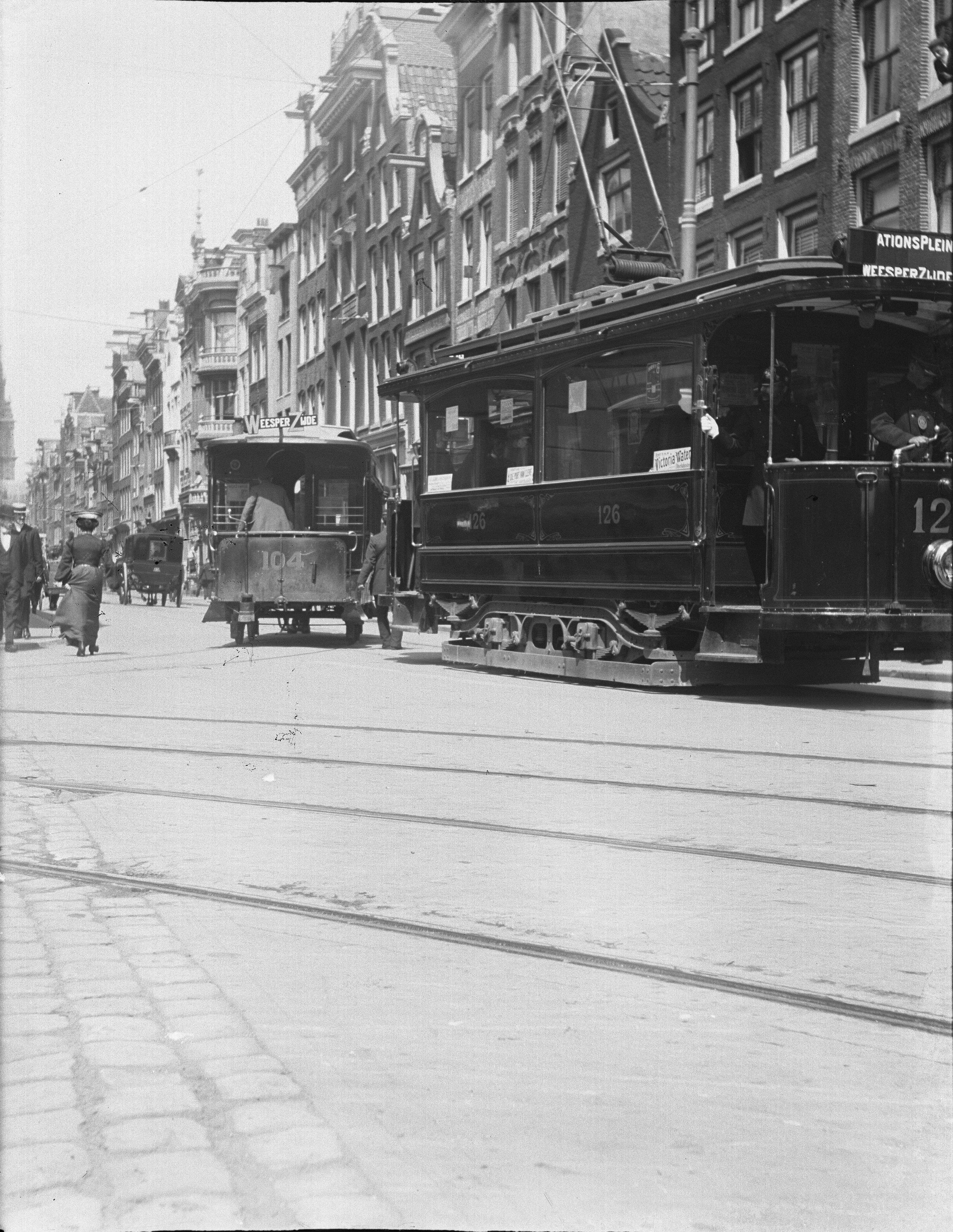
Gedurende enkele jaren reden er zowel elektrische als paardentrams door Amsterdam.

Per 1 januari 1900 komt het trambedrijf in handen van de gemeente. Vanaf die datum wordt de exploitatie uitgevoerd door de Gemeentetram Amsterdam (GTA). Dit bedrijf komt in het bezit van 62,5 kilometer tramspoor, vijftien tramlijnen met evenzo veel remisegebouwen (bijna iedere lijn had zijn eigen remise), 242 paardentramrijtuigen en 758 paarden. In 1900 verschijnt er nog een nieuwe paardentramlijn op de route Dam – Rokin – Vijzelstraat – Ferdinand Bolstraat – Ceintuurbaan – Amsteldijk, maar datzelfde jaar begint de elektrificatie. Binnen zes jaar zijn alle paardentramlijnen door elektrische tramlijnen vervangen. De huidige tramlijnen 1, 2, 3, 4, 7, 9, 10 en 13 zijn rechtstreekse afstammelingen van de paardentramlijnen van de AOM.
De paarden werden in 1904 geveild, de tramrijtuigen kregen voor een groot deel een tweede bestaan als aanhangrijtuig van de elektrische trams of als tweedehands rijtuig bij paardentramlijnen elders. De laatste ex-AOM paardentramrijtuigen deden nog dienst bij de Gemeentetram Amsterdam tot 1943 en in Nijmegen nog tot 1951.
Van het AOM-rijtuigpark bestaat nog één rijtuig, de AOM 64, in de Rotterdamse museumtramcollectie als RETM 404. Van een ex-paardentram is in 1990 een replica gebouwd in de vorm van open bijwagen 600 die nu dienstdoet bij de Electrische Museumtramlijn Amsterdam. Van de remise- en stalgebouwen bestaan er nog enkele, onder andere aan de Overtoom, Amstelveenscheweg, Willemsparkweg en Linnaeusstraat (alleen voorste deel).